# Anglosaska umjetnost
Anglosaska umjetnost, umjetnost nastala u anglosaskom razdoblju engleske povijesti, počevši od stila iz seobenog razdoblja koji su Anglosasi donijeli sa sobom s kontinenta u 5. stoljeću. Konac je 1066. godine s normanskim osvajanjem velike anglosaske države-nacije čija je sofisticirana umjenost bila utjecajna u većem dijelu sjeverne Europe. Dva razdoblja izvanrednog dosega bila su u 7. i 8. stoljeću, s obradom kovine i dragulja iz Sutton Hooa i niza veličanstvenih oslikanih rukopisa i završnog razdoblja koje je nastupilo poslije oko 950. godine, kad je nastupilo oživljenje engleske kulture nakon svršetka vikinškihinvazija. Do vremena osvajanja pomak ka romanici bio je skoro gotov. Važna središta umjetnosti bila su usredotočena na krajnjim dijelovima Engleske, u Northumbriji, posebice u ranom razdoblju, te Kraljevstvu Zapadnih Sasa i Kentu na južnoj obali.
Anglosaska umjetnost preživjela je većinom u oslikanim rukopisima, arhitekturi, brojnim vrlo finim rezbarijama u bjelokosti (morževoj i dr.) te nekim radovima u kovinama i ostlaim materijalima. Opus Anglicanum je već prepoznat kao najfiniji vez u Europi, premda je tek nešto dijelova iz anglosaskog razdoblja ostalo - tapiserija iz Bayeuxa, koja je drukčija vrsta veza na daleko većoj ljestvici. Anglosaski rad u metalu bio je cijenjen diljem Europe, ali je malo što preživjelo, jer je bilo obimno pljačkanje crkva, samostana i posjeda plemstva kojima su normanski vladari u prvim desetljećima oduzeli posjede, kao i Normani poslije njih te anglikanska reformacija te je veći dio preživjelih predmeta završio na kontinentu.

## Referentna literatura
- Bailey, Richard N. 2002. Scandinavian Myth on Viking-period Stone Sculpture in England.   Barnes, Geraldine; Ross, Margaret Clunies (ur.). Old Norse Myths, Literature, and Society (PDF). University of Sydney. Sydney. str. 15–23. ISBN 1-86487-316-7. Inačica izvorne stranice (PDF) arhivirana 14. rujna 2009. Pristupljeno 3. listopada 2010.
- "Dodwell (1982)": Dodwell, C. R., Anglo-Saxon Art, A New Perspective, 1982, Manchester UP, ISBN 0-7190-0926-X
- "Dodwell (1993)": Dodwell, C. R., The Pictorial arts of the West, 800–1200, 1993, Yale UP, ISBN 0-300-06493-4
- "Golden Age": Backhouse, Janet, Turner, D.H., and Webster, Leslie, eds.; The Golden Age of Anglo-Saxon Art, 966–1066, 1984, British Museum Publications Ltd, ISBN 0-7141-0532-5
- Henderson, George. Early Medieval, 1972, rev. 1977, Penguin.
- "History": Historia Ecclesie Abbendonensis: The History of the Church of Abingdon, Translated by John Hudson, Oxford University Press, 2002, ISBN 0-19-929937-4
- Nordenfalk, Carl. Celtic and Anglo-Saxon Painting: Book illumination in the British Isles 600–800. Chatto & Windus, London (New York: George Braziller), 1977.
- Schiller, Gertrud, Iconography of Christian Art, Vol. II, 1972 (English trans from German), Lund Humphries, London, ISBN 0853313245
- Wilson, David M.; Anglo-Saxon: Art From The Seventh Century To The Norman Conquest, Thames and Hudson (US edn. Overlook Press), 1984.
- Zarnecki, George and others; English Romanesque Art, 1066–1200, 1984, Arts Council of Great Britain, ISBN 0-7287-0386-6

## Daljnja literatura
- Brown, Michelle, The Lindisfarne Gospels and the Early Medieval World (2010)
- Webster, Leslie, Anglo-Saxon Art, 2012, British Museum Press, ISBN 9780714128092
- Karkov, Catherine E., The Art of Anglo-Saxon England, 2011, Boydell Press, ISBN 1843836289, ISBN 9781843836285
- Coatsworth, Elizabeth; Pinder, Michael, The Art of the Anglo-Saxon Goldsmith; Fine Metalwork in Anglo-Saxon England: its Practice and Practitioners, 2002, Boydell Press
- Holcomb, M. 2009. Pen and Parchment : Drawing in the Middle Ages. The Metropolitan Museum of Art. New York.